# USS Gregory (DD-802)
USS Gregory (DD-802) — эскадренный миноносец типа «Флетчер», в период Второй мировой войны состоявший на вооружении ВМС США.
USS Gregory (DD-802) был назван в честь контр-адмирала Фрэнсиса Грэгори  (9. 10. 1789 – 4. 10. 1866), героя войны 1812 года, а также участника гражданской войны.
USS Gregory (DD-802)» был заложен 8 мая 1944 года на верфи Todd Pacific Shipyards, Сиэтл, штат Вашингтон, спущен на воду 6 июня 1944 года и сдан в эксплуатацию 29 июля 1944 года, под командование Брюса МакКадлесса.

## История

### 1944 – 1947
После испытаний USS Gregory отправился на службу в Тихий океан. 23 октября 1944 года прибыл на Пёрл-Харбор. Два следующих месяца Грэгори участвовал в локальных операциях. В январе 1945 года эсминец начал подготовку ко вторжению на Иводзиму.
Во время вторжения на Иводзиму USS Gregory обеспечивал огневую поддержку десанта и прикрывал транспорты.
15 марта 1945 года эсминец начал подготовку к участью в битве за Окинаву.
1 апреля USS Gregory прибыл на Окинаву, где оказал огневую поддержка десанту. 8 апреля эсминец получил повреждения в результате атаки камикадзе, но остался в строю. 19 апреля USS Gregory покинул Окинаву и был отправлен на ремонт. 15 января 1947 корабль был списан.

## Награды
Gregory получил две звезды за боевые заслуги во время Второй мировой войны и четыре звезды за службу в Корейской войне.